# Wirówka (szaradziarstwo)
Wirówka – rodzaj diagramowego zadania szaradziarskiego przypominający krzyżówkę, w którym odgadnięte wyrazy są wpisywane do diagramu kołowo (wirowo) wokół zaznaczonych pól. Wyrazy mogą być wpisywane do diagramu prawoskrętnie, lewoskrętnie lub w sposób mieszany. Często dodatkowe rozwiązanie wirówki stanowi tekst odczytany z zaznaczonych lub ponumerowanych pól.

## Odmiany wirówki
- wirówka klasyczna
- wirówka panoramiczna
- wirówka paragramowa (bielska)
- wirówka rysunkowa (obrazkowa)
- wirówka homonimowa
- wirówka synonimowa
- wirówka anastrofowa
- wirówka anagramowa
- wirówka szyfr
- wirówka syntetyczna
- wirówka syntetyczna z szyfrem
- wirówka tautogramowa
- wirówka tautonimowa
- wirówka jolka
- wirówka karuzelowa
- wirówka kamuflażowa
- wirówka podwójna
- wirówka rebusowa
- wirówka dwuliterowa